# Свиньины
Свиньины — русский дворянский род, столбового дворянства.
В Гербовник внесены две фамилии Свиньиных:
1. Потомство выехавшего из Литвы в 1434 году Григория Андреевича Свиньина (Герб. Часть II. № 56).
2. Потомки Богдана Степановича Свиньина, владевшего имениями, которые  были записаны по писцовым книгам в 1682 году (Герб. Часть X. № 89)[1].

При подаче документов (1686) для внесения рода в Бархатную книгу, была предоставлена родословная роспись Свиньиных, царские жалованные грамоты: Василия II - Григорию Андреевичу Свиньину на сельцо Романовское в Переславле (1433), Карандашу Свиньину о расследовании тяжбы с Першиными о земле деревни Оздемеровское в Костромском уезде (1491/92), Ивана III — Карандашу Григорьевичу Свиньину о расследовании тяжбы с Набоковыми о земле в Костомском уезде (1493/94), Василия III - Фёдору Григорьевичу Свиньину на волость Глазуново Галичского уезда (1520-1526) с продлением (1527-1528), Ивана IV - Василию и Ивану Ивановичам детям Карандашева на деревни и починки в стане Тушебине и волости: Каликино, Бушнево и Глазуново Галичского уезда (1545), наказ приказа Казанского дворца Григорию Ивановичу Свиньину назначенному головой у касимовских служилых татар (1615).
Род внесён в VI часть дворянской родословной книги Костромской губ.  Владели имениями в окрестностях Переславля и Галича. (Гербовник II, 56).
Другой род Свиньиных, восходящий к концу XVII века, внесён в VI часть родословной книги Костромской губернии (Гербовник X, 89).
Кроме того, есть ещё 2 рода Свиньиных позднейшего происхождения.

## Происхождение и история рода
Своего предка Григория Андреевича Свиньина, пожалованного поместьем (1434) Романово на Рокше, представители рода считали «выходцем из Литвы». Юрий Григорьевич Свиньин убит под Казанью (1538). Богдан Иванович Свиньин убит в Смутное время (1608) под Калугой, брат его Григорий был воеводой в Цивильске и на Белоозере (1623—1629). Парфений Григорьевич (прозванный «Смирной») судья Сыскного приказа (1669-1675).

Так, например, существует старинный дворянский род Свиньиных. Здесь неблагозвучное коренное слово употреблено не в общепринятом, но, так сказать, в военно-техническом смысле. Предок этого рода действительно назывался Свинья, но без всякого уподобления личности его к этому животному, В числе воевод великого князя московского Василия Темного был один, который при встрече с татарами построил свою рать в таком порядке, в каком становятся свиньи, защищаясь от производимых на них в лесах нападений. Он одержал над татарами победу, и это доставило ему, в награду его военачальнической доблести, прозвание Свиньи. Такая награда в наше время, конечно, немыслима. 
— Е. Карнович «Родовые прозвания в России»
В XVIII—XIX веках одна из ветвей рода Свиньиных владела имением Ефремово в Галичском уезде, но жила в основном в Петербурге. К этой ветви принадлежали братья Пётр Петрович (1784—1841), тайный советник, сенатор, и Павел Петрович (1787—1839), основатель журнала «Отечественные записки».
Московские Свиньины происходят из другой ветви. Начало ей положил Сергей Иванович Свиньин (ум. 1766), флота капитан I ранга, полковник.
- Пётр Сергеевич Свиньин (1734—1813) — генерал-поручик, сенатор, основатель усадьбы Смоленское
  - Павел Петрович Свиньин (1772—1836) — статский советник
    - Пётр Павлович Свиньин (1801—1882) — декабрист, бездетен.

  - Екатерина Петровна Бахметева — писательница
  - Анастасия Петровна Свиньина — писательница

Е. П. Янькова вспоминала, что «пренадменные» девицы Свиньины, дочери сенатора, весьма стеснялись своей фамилии. Когда кто-то зевнул в её присутствии, Свиньина проворчала: «Ах батюшки, как меня испугал, я думала, хочешь проглотить меня». — На что получила ответ: «И что вы, сударыня, Бог с вами: я Великим постом скоромного не ем». «И говорят, их не раз так угощали: как они заважничают, их и угостят свиным словечком: не зазнавайся», — резюмирует мемуаристка.

## Описание герба

#### Герб. Часть X. 89.
Герб потомства Богдана Степановича Свиньина: щит разделён перпендикулярно на две части. В правой части, в красном поле, изображены крестообразно два тесака (изм. польский герб Пелец), а в левой части, в голубом поле лилия (изм. польский герб Гоздава). Щит увенчан дворянским шлемом и короной с тремя страусовыми перьями. Намёт на щите голубой и красный, подложенный серебром.

## Известные представители
- Свиньин Григорий Иванович — московский дворянин (1627—1636).
- Свиньин Василий Игнатьевич — стольник царицы Прасковьи Фёдоровны (1686—1692).
- Свиньины: Смирной Григорьевич, Курдюк, Игнатий и Амвросий Ивановичи — московские дворяне (1692).
- Свиньины: Степан, Иван, Василий и Василий Большой Смирнова- стольники (1676—1686)[5].
- Александр Дмитриевич Свиньин (1831—1913) — генерал от артиллерии.